# Susan Cummings
Susan Cummings, nata Gerda Susanne Tafel (10 luglio 1930 – Chandler, 3 dicembre 2016), è stata un'attrice tedesca naturalizzata statunitense.

## Filmografia parziale

### Cinema
- Un americano a Parigi (An American in Paris), regia di Vincente Minnelli (1951) - non accreditata
- Rischio sicuro (Security Risk), regia di Harold D. Schuster (1954)
- Flash! Cronaca nera (Headline Hunters), regia di William Witney (1955)
- Le donne della palude (Swamp Women), regia di Roger Corman (1956)
- Secret of Treasure Mountain, regia di Seymour Friedman (1956)
- Il pistolero dell'Utah (Utah Blaine), regia di Fred F. Sears (1957)
- La pista dei Tomahawks (Tomahawk Trail), regia di Lesley Selander (1957)
- L'uomo della valle (Man from God's Country), regia di Paul Landres (1958)
- Verboten, forbidden, proibito (Verboten!), regia di Samuel Fuller (1959)
- The Street Is My Beat, regia di Irvin Berwick (1966)
- A Time for Love, regia di Rick Jason (1974)

### Televisione
- Waterfront – serie TV, un episodio (1954)
- The Lone Wolf – serie TV, un episodio (1954)
- Studio 57 – serie TV, un episodio (1954)
- Adventures of Falcon – serie TV, episodio 1x02 (1954)
- The Adventures of Kit Carson – serie TV, 3 episodi (1954-1955)
- Scienza e fantasia (Science Fiction Theatre) – serie TV, episodi 2x13-2x25 (1956)
- The Ford Television Theatre – serie TV, un episodio (1957)
- Pursuit – serie TV, un episodio (1959)
- The Third Man – serie TV, un episodio (1959)
- Union Pacific – serie TV, 33 episodi (1958-1959)
- Perry Mason – serie TV, 2 episodi (1957-1959)
- The Rough Riders – serie TV, episodio 1x36 (1959)
- Man with a Camera – serie TV, episodio 2x05 (1959)
- The Millionaire – serie TV, 2 episodi (1957-1960)
- Gunsmoke – serie TV, un episodio (1960)
- Peter Gunn – serie TV, episodio 3x09 (1960)
- Lock-Up – serie TV, episodio 2x06 (1960)
- Bat Masterson – serie TV, 3 episodi (1958-1960)
- Ai confini della realtà (The Twilight Zone) – serie TV, un episodio (1962)
- Un equipaggio tutto matto (McHale's Navy) – serie TV, un episodio (1964)